# Comitè dels Partits Alemanys Bàltics
Comitè dels Partits Alemanys Bàltics (en alemany: Ausschuß der Deutschbaltischen Parteien, ADP; en letó: Vācbaltu partiju padome) va ser un partit polític de Letònia al període d'entreguerres, compost per una aliança de diversos partits d'alemanys bàltics.
L'aliança va guanyar sis escons en les eleccions de l'Assemblea Constituent el 1920. Va conservar els seus sis escons en les eleccions legislatives de 1922, però va reduir a quatre escons en les de l'any 1925. L'aliança va tornar a tenir sis escons el 1928 i cinc escons en les eleccions de 1931, -les últimes eleccions multipartidistes fins a 1990-. El 15 de maig de 1934, després del cop d'Estat per Kārlis Ulmanis va ser prohibit i dissolt.